# Leny Maturana
Leny Maturana (Quibdó, Chocó, Colombia; 23 de septiembre de 1983) es un entrenador de fútbol colombiano. Actualmente se desempeña como asistente técnico del Cortuluá.

## Inicios como entrenador
Leny Maturana tiene el título de Director Técnico de la ATFA (Escuela Nicolás Avellaneda) y de la FIFA. En Argentina trabajó en las inferiores del Club Atlético All Boys y el Club Atlético Banfield, y en coaching con Vélez Sarsfield. Luego de cinco años en Argentina, regresó a Colombia para trabajar con las divisiones inferiores de Cortuluá y posteriormente integró el cuerpo técnico del profesor Jaime de la Pava en el 2016.

## Independiente Medellín
Llegó al Independiente Medellín en el 2017 para trabajar en las divisiones inferiores. En el segundo semestre de 2018, fue ascendido al primer equipo como asistente técnico del ecuatoriano Octavio Zambrano, siendo subcampeones en el segundo semestre. Después de la salida de Octavio Zambrano, Leny Maturana continuó como asistente pero esta vez de Ricardo Calle, quien estuvo encargado del equipo rojo durante unas fechas. Con la llegada del entrenador Alexis Mendoza, Leny Maturana recibió el visto bueno y fue uno de los asistentes del equipo rojo. Con la renuncia de Alexis Mendoza, las directivas del Independiente Medellín mediante comunicado oficial del 2 de septiembre de 2019, nombraron a Leny Maturana como director técnico encargado, siendo esta la primera experiencia como director técnico para el entrenador chocoano. Dirigió un solo partido que perdió 1-4 ante Atlético Nacional.

## Clubes

### Como asistente técnico
| Club                   | País     | Año           | Asistente de     |
| ---------------------- | -------- | ------------- | ---------------- |
| Cortuluá               | Colombia | 2016          | Jaime de la Pava |
| Independiente Medellín | Colombia | 2018 - 2019   | Octavio Zambrano |
| Independiente Medellín | Colombia | 2018 - 2019   | Ricardo Calle    |
| Independiente Medellín | Colombia | 2018 - 2019   | Alexis Mendoza   |
| Cortuluá               | Colombia | 2020-presente | Jaime de la Pava |

### Como director técnico
| Club                              | País     | Año  |
| --------------------------------- | -------- | ---- |
| Independiente Medellín (Interino) | Colombia | 2019 |